# 小湊漁港
小湊漁港（こみなとぎょこう）は、千葉県鴨川市小湊の太平洋（内浦湾）に面する第3種漁港である。南房総国定公園の区域内に位置し、外房地域漁業の生産拠点漁港に位置付けられている。祓、寄浦の2地区が整備されている。沿岸部の鯛の浦はマダイが群泳することで知られ、鯛の浦タイ生息地の名称で国の特別天然記念物に指定されている。

## 概要
- 管理者：千葉県農林水産部
- 所管庁 - 水産庁
- 漁業協同組合：東安房漁業協同組合（小湊支所[5]）
- 漁港番号：1930040[6]

## 歴史

### 東廻海運の整備

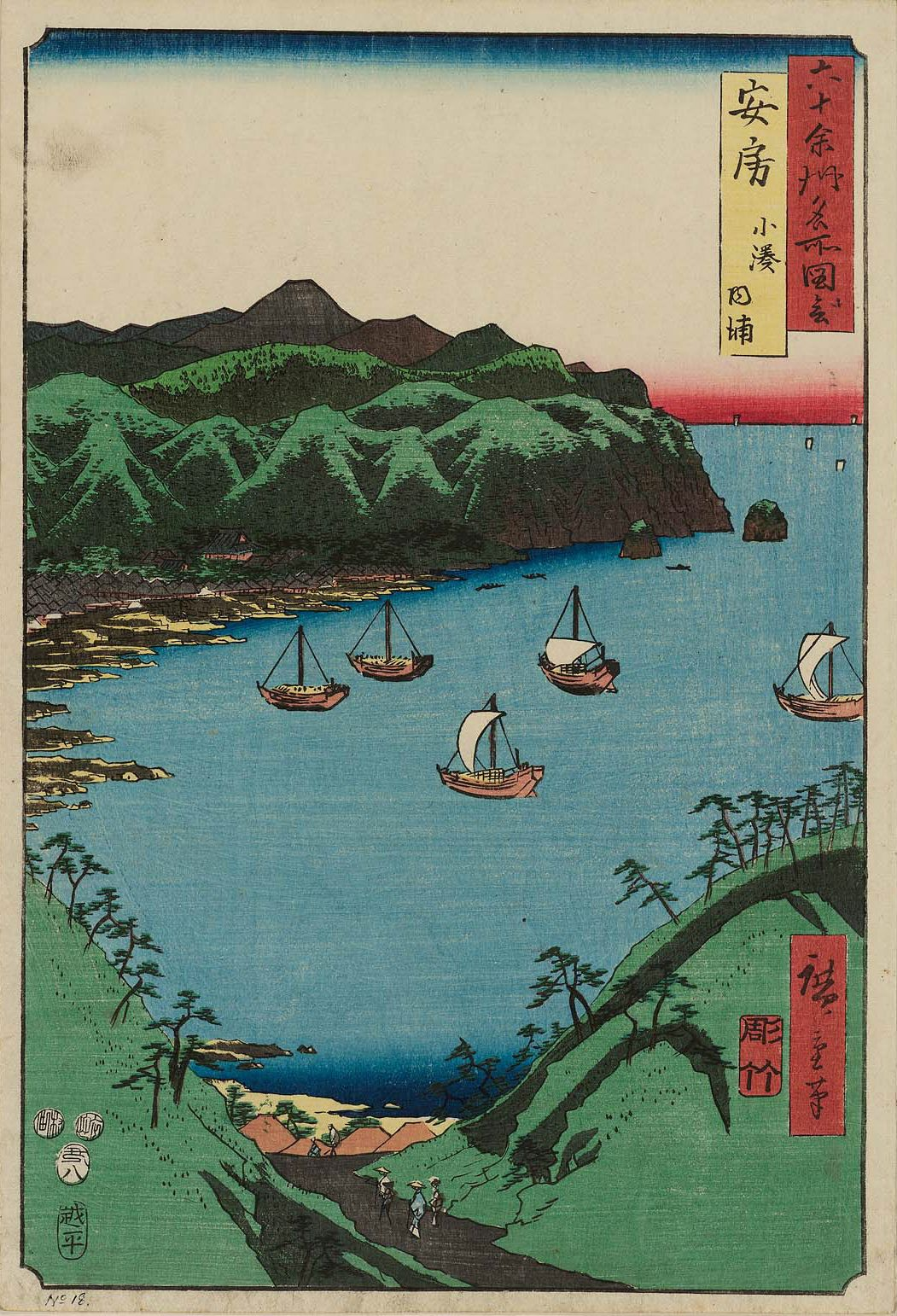
歌川広重『六十余州名所図会 安房 小湊 内浦』。天津側の峠から望む内浦湾。

1670年（寛文11年）、江戸幕府は河村瑞賢（江戸初期の事業家）に航路の整備を命じ、難所とされた野島崎沖を越えるための良風を待つ東廻海運の避難港として整備された。幕府の城米船や諸藩の廻米船が難風を避けて入港する小湊浦（小湊漁港の前身）には番所・浦役人が置かれ、 諸藩の廻船番小屋や船宿も設けられた。誕生寺所蔵の『誕生寺領山海由緒書』によると、1699年（元禄12年）3月に米沢藩上杉氏の船手役人小泉弥左衛門が小湊に来て、名主久左衛門に藩の廻船役所建設の申し込みを行ったと記録されている。同由緒書の1654年（承応3年）10月の項に地船22艘、旅船49艘と記録されており、小湊浦や内浦湾沖で操業していたとされている。
1852年（嘉永5年）には歌川広重が小湊へ旅行をしており、その際の実景写生をもとに『六十余州名所図会 安房 小湊 内浦』を描かれたと考えられている。峠から望む内浦湾のほか、大きな屋根を持つ誕生寺も描かれている。

### 明治期の小湊
明治維新後の1871年（明治4年）、誕生寺の支配を離れ、境内地を除く他の寺領は全て上知を命じられて政府に返納、木更津県次いで1873年（明治6年）6月、千葉県の成立によって、千葉県小湊漁港の管轄下に置かれた。1879年（明治12年）10月に小湊村・内浦村連合村が、安房・平・朝夷 ・長狭の四郡連合の郡役所に提出した「水産調」には、明治初期の漁業はカツオ・マグロ・サンマ・イワシ・サメ・サバ・タコ・イカなどの漁が盛んであった。漁況については、1887年（明治20年）頃から次第に不振となったが、1892年（明治25年）頃から回復し、6 - 7年間は盛況であったが、その後また不振となる。水揚げ金額は、1909年（明治42年）から1911年（明治44年）までの3か年平均で、マグロ・ヒラメ ・サメ・サンマ・カツオの順であった。内浦湾小湊漁港に出入りする漁船は、明治末1か年に地元船160隻、銚子・白浜・相模・伊豆などからの漁船25隻（うち西洋型船2隻）を数え、漁船が最も多く出入りしたのは、マグロ・カツオ・サンマ・サメの漁期である10月から12月であった。

### 漁港の整備
1926年（大正15年）の『安房郡誌』によれば、住民の多数は漁業に従事しており、ヒラメやマグロなどを獲っていた。「千葉県の漁港」（1928年、千葉県）によれば昭和初期頃の小湊漁港を根拠地（母港）としていた漁船は、廻船を含めた発動機船46隻、その他の漁船120隻であり、他県からの発動機船の出入りも多いとされている。
房総半島の太平洋側を巡る鉄道として整備された房総線（現在のJR外房線）は、1927年（昭和2年）2月に外房の勝浦駅から上総興津駅まで延び、 1929年（昭和4年）4月には安房鴨川駅までの全線が開通した。これまでの道路輸送や船による輸送に加えて、安房小湊駅からの鉄道輸送によって、水産物が首都圏各地の消費地により早く運べるようになった。
1949年（昭和24年）12月に漁業法（昭和24年法律267号）が公布され、漁業の民主化、近代化が進められることとなった。 小湊漁港では、敗戦直後の1946年（昭和21年）11月から60トン - 70トン級の大型漁船がいつでも自由に出入りでき、台風などの避難港としても利用できるように、漁港の掘削並びに突堤延長工事が行われた。1952年より、鯛の浦観光遊覧船の運航が行われる。
1932年（昭和7年）6月28日に水産講習所（後の東京水産大学、現在の東京海洋大学）の実験実習の施設として寄浦地区に開設し、1985年（昭和60年）東京水産大学小湊実習場が千葉大学に移管され、大学の付属となり千葉大学海洋バイオシステム研究センターとして活用されている。

## 沿革
- 1922年（大正11年）3月8日 - 鯛の浦タイ生息地が天然記念物に指定[15]
- 1968年（昭和43年）12月16日 - 第3種漁港に指定（農林省告示第1957号[3]）
- 1963年（昭和38年）7月16日 - 海岸保全区域指定（千葉県告示第298号[3]）
- 1967年（昭和42年）12月27日 - 鯛の浦タイ生息地が追加指定により特別天然記念物[15][16]

## 主な魚種

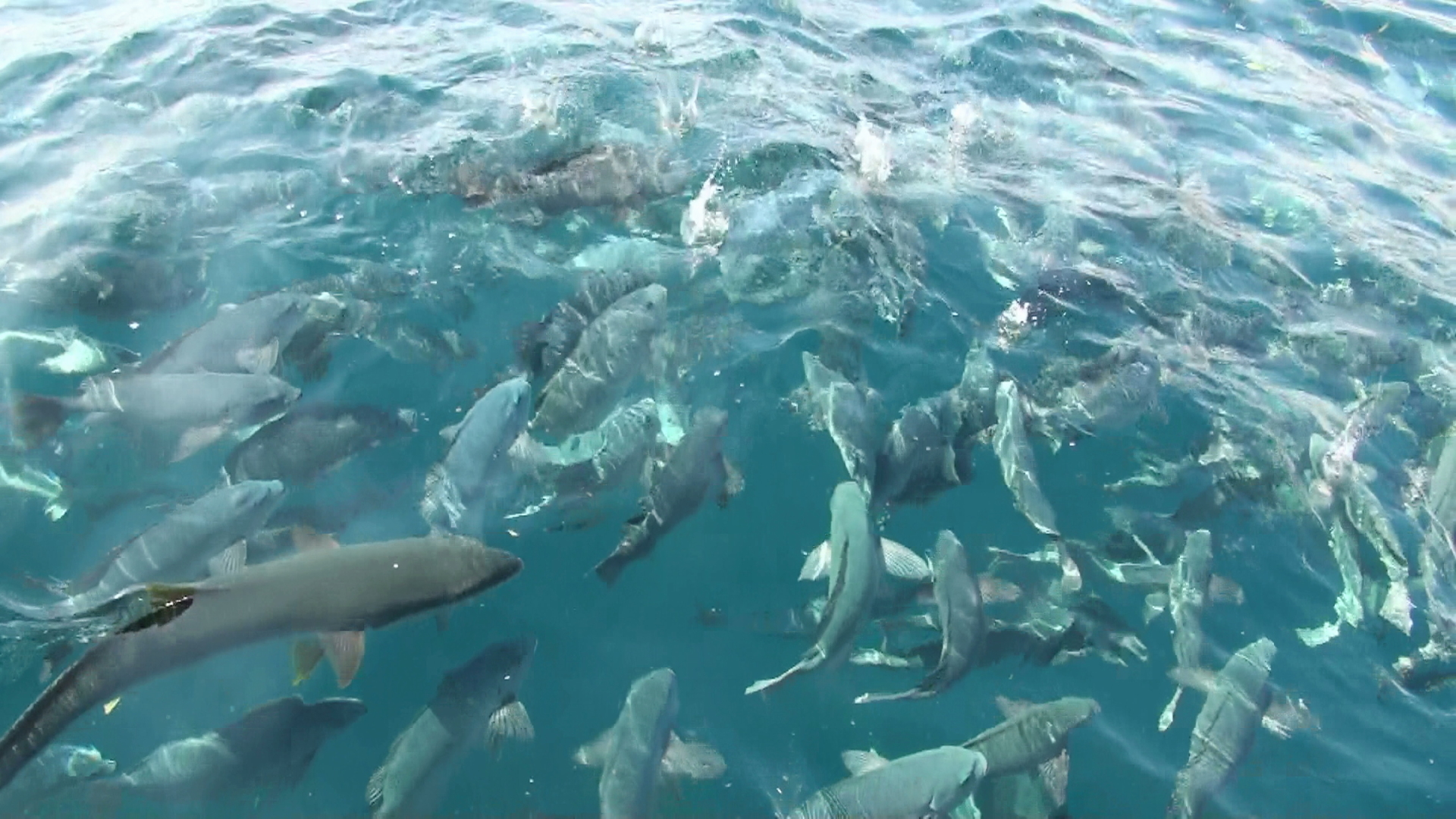
特別天然記念物「鯛の浦タイ生息地」マダイの群泳（遊漁禁止）

鯛の浦タイ生息地の天然記念物指定地域は200ヘクタールの海域と陸地であり、海域内では釣り等の遊漁が禁止されている。
水揚げされる代表的な魚介類一覧。
- カツオ
- マアジ
- タチウオ
- サバ類
- キンメダイ
- ブリ類
- イセエビ
- アワビ類
- サザエ

## 主な漁業
釣り、刺し網、採貝藻などが主な漁業となっている。
中世までの小湊を含む外房の漁業は、自給的性格が強いものであったが、近世に入り関西方面（紀州など）から 進んだ漁法を持った漁民の進出によって急速に発展した。特に網漁法は画期的で近世の漁業で好まれていた。明治期にはサンマ刺し網など新しい漁法が開発されていた。
勝浦沖漁場（北緯35度05分、東経140度20分、北緯35度52分、東経140度35分で囲まれた約600平方キロメートルの海域）を中心にキンメダイ漁業が盛んな地域の一つである。1933年 - 1934年のキンメ漁の隻数は小湊船5隻であった。

## 周辺
周辺には海水浴場や温泉をはじめとした観光地となっており、観光ホテルや飲食店、お土産屋も多く立地している。
- 鴨川温泉郷（小湊温泉）
- 内浦海水浴場
- 鯛の浦観光遊覧船
- 千葉大学海洋バイオシステム研究センター
  - 千葉大学海洋バイオシステム研究センター水族館（こみなと水族館）
- 誕生寺

## 交通
- 鉄道
  - JR東日本内房線 安房小湊駅
- 自動車
  - 国道128号沿い
  - 有料駐車場有